# Den forrykte Komponist
Den forrykte Komponist er en dansk stumfilm fra 1916, der er instrueret af Lau Lauritzen Sr..

## Handling
Et cirkusnummer med klovnerne Olschansky.